# Béchamps
Béchamps település Franciaországban, Meurthe-et-Moselle megyében. Lakosainak száma 82 fő (2022. január 1.). Béchamps Fléville-Lixières, Gondrecourt-Aix, Mouaville, Buzy-Darmont, Lanhères, Rouvres-en-Woëvre és Saint-Jean-lès-Buzy községekkel határos.

## Népesség
A település népességének változása:
| Lakosok száma | 104  | 80   | 79   | 77   | 87   | 87   | 86   | 87   | 87   | 82   |
|               | 1968 | 1982 | 1999 | 2006 | 2011 | 2015 | 2017 | 2018 | 2020 | 2022 |